# Le Voyageur
Le Voyageur  es una película del año 2005.

## Sinopsis
Pocas veces se presenta la misma oportunidad en dos ocasiones. Cuando una opción interesante está al alcance de la mano, es preferible cogerla y no dejarla escapar para siempre.